# Calotomus carolinus
Calotomus carolinus es una especie de peces de la familia Scaridae en el orden de los Perciformes.

## Morfología
Los machos pueden llegar alcanzar los 54 cm de longitud total.

## Distribución geográfica
Se encuentra desde el África Oriental hasta las Islas Galápagos e Islas Revillagigedo.